# Diócesis de Knoxville
La diócesis de Knoxville (en latín: Dioecesis Knoxvillen(sis) y en inglés: Roman Catholic Diocese of Knoxville) es una circunscripción eclesiástica de la Iglesia católica en Estados Unidos. Se trata de una diócesis latina, sufragánea de la arquidiócesis de Louisville. La diócesis se encuentra vacante desde junio de 2023.

## Territorio y organización

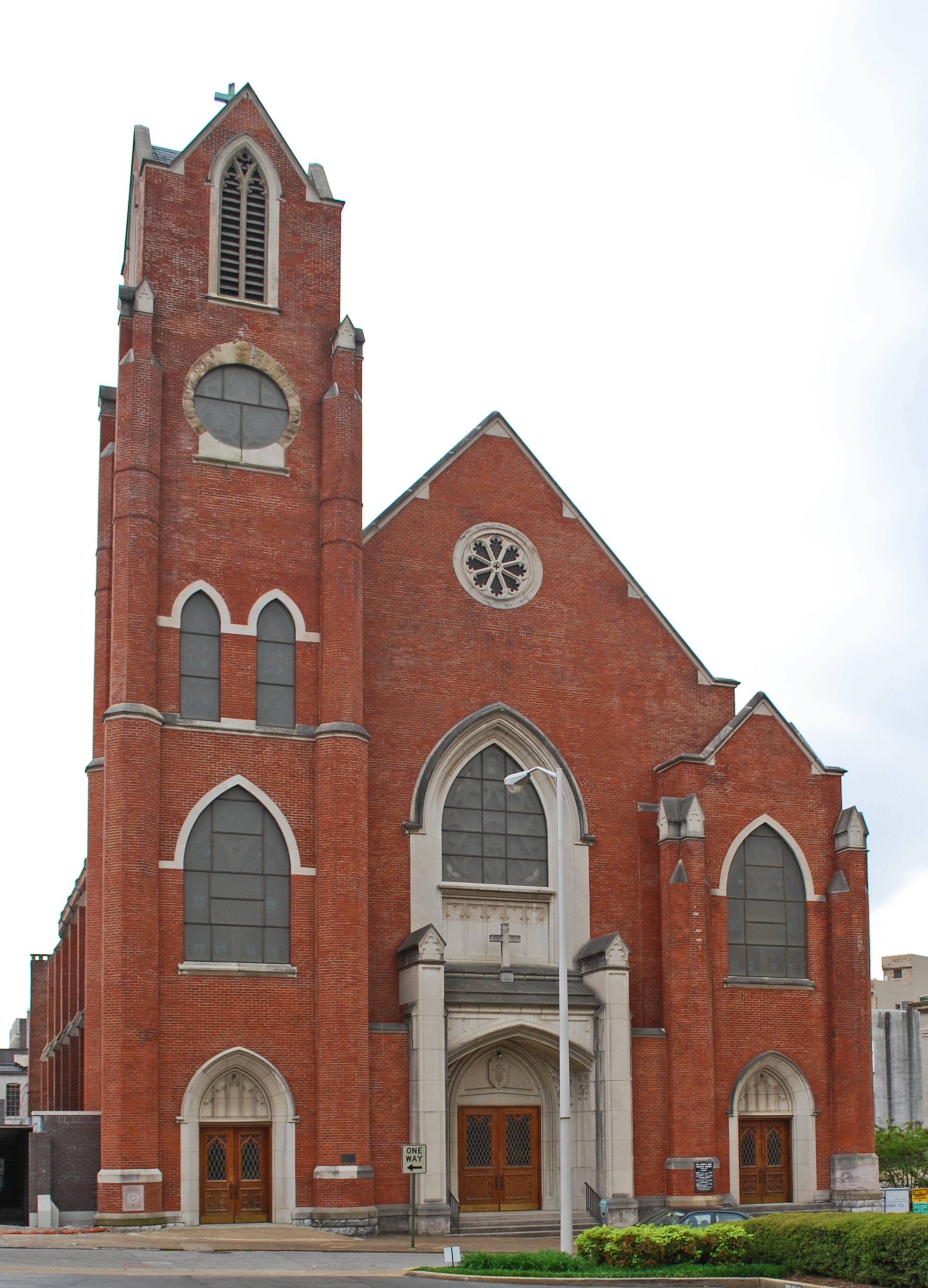
Basílica de San Pedro y San Pablo, Chattanooga

La diócesis tiene 36 872 km² y extiende su jurisdicción sobre los fieles católicos de rito latino residentes en 23 condados del estado de Tennessee: Anderson, Bledsoe, Blount, Bradley, Campbell, Carter, Claiborne, Cocke, Cumberland, Fentress, Grainger, Greene, Hamblen, Hamilton, Hancock, Hawkins, Jefferson, Johnson, Knox, Meigs, Pickett, Unicoi y Union.
La sede de la diócesis se encuentra en la ciudad de Knoxville, en donde se halla la Catedral del Sagrado Corazón. En Chattanooga se encuentra la basílica de San Pedro y San Pablo.
En 2021 en la diócesis existían 50 parroquias.

## Historia
La diócesis fue erigida el 27 de marzo de 1988 con la bula Antiquitus sane del papa Juan Pablo II, obteniendo el territorio de la diócesis de Nashville.

## Estadísticas
Según el Anuario Pontificio 2022 la diócesis tenía a fines de 2021 un total de 67 783 fieles bautizados.
| Año                                                                             | Población            | Población | Población      | Sacerdotes | Sacerdotes    | Sacerdotes    | Bautizados por sacerdote | Diáconos permanentes | Religiosos | Religiosos | Parroquias |
| Año                                                                             | Bautizados católicos | Total     | % de católicos | Total      | Clero secular | Clero regular | Bautizados por sacerdote | Diáconos permanentes | Varones    | Mujeres    | Parroquias |
| ------------------------------------------------------------------------------- | -------------------- | --------- | -------------- | ---------- | ------------- | ------------- | ------------------------ | -------------------- | ---------- | ---------- | ---------- |
| 1990                                                                            | 32 564               | 1 914 544 | 1.7            | 46         | 34            | 12            | 707                      | 21                   | 28         | 45         | 37         |
| 1999                                                                            | 43 765               | 2 012 885 | 2.2            | 63         | 45            | 18            | 694                      | 24                   | 15         | 51         | 43         |
| 2000                                                                            | 45 444               | 2 028 047 | 2.2            | 72         | 55            | 17            | 631                      | 23                   | 35         | 43         | 39         |
| 2001                                                                            | 47 232               | 2 028 047 | 2.3            | 70         | 53            | 17            | 674                      | 20                   | 30         | 40         | 39         |
| 2002                                                                            | 48 347               | 2 141 075 | 2.3            | 74         | 56            | 18            | 653                      | 23                   | 32         | 31         | 39         |
| 2003                                                                            | 47 057               | 2 141 075 | 2.2            | 74         | 59            | 15            | 635                      | 23                   | 28         | 33         | 41         |
| 2004                                                                            | 50 411               | 2 175 795 | 2.3            | 73         | 56            | 17            | 690                      | 23                   | 29         | 35         | 42         |
| 2005                                                                            | 52 836               | 2 193 608 | 2.4            | 73         | 57            | 16            | 723                      | 24                   | 26         | 33         | 42         |
| 2006                                                                            | 53 860               | 2 214 000 | 2.4            | 73         | 56            | 17            | 737                      | 24                   | 29         | 33         | 42         |
| 2007                                                                            | 56 068               | 2 236 573 | 2.5            | 70         | 56            | 14            | 800                      | 25                   | 24         | 29         | 43         |
| 2008                                                                            | 58 444               | 2 265 548 | 2.6            | 70         | 57            | 13            | 834                      | 54                   | 24         | 25         | 44         |
| 2009                                                                            | 59 449               | 2 307 767 | 2.6            | 72         | 58            | 14            | 825                      | 54                   | 25         | 25         | 44         |
| 2010                                                                            | 60 219               | 2 330 795 | 2.6            | 68         | 56            | 12            | 885                      | 56                   | 22         | 27         | 47         |
| 2013                                                                            | 64 100               | 2 381 842 | 2.7            | 75         | 58            | 17            | 854                      | 57                   | 28         | 37         | 47         |
| 2015                                                                            | 67 227               | 2 403 160 | 2.8            | 81         | 64            | 17            | 829                      | 55                   | 26         | 46         | 49         |
| 2016                                                                            | 69 053               | 2 416 211 | 2.9            | 83         | 68            | 15            | 831                      | 52                   | 24         | 49         | 49         |
| 2017                                                                            | 71 934               | 2 426 545 | 3.0            | 83         | 68            | 15            | 866                      | 76                   | 24         | 53         | 49         |
| 2018                                                                            | 72 905               | 2 441 414 | 3.0            | 80         | 65            | 15            | 911                      | 74                   | 25         | 49         | 49         |
| 2019                                                                            | 73 420               | 2 458 717 | 3.0            | 79         | 63            | 16            | 929                      | 75                   | 25         | 49         | 50         |
| 2021                                                                            | 67 783               | 2 494 098 | 2.7            | 77         | 60            | 17            | 880                      | 76                   | 28         | 41         | 50         |
| Fuente: Catholic-Hierarchy, que a su vez toma los datos del Anuario Pontificio. |                      |           |                |            |               |               |                          |                      |            |            |            |

## Episcopologio
- Anthony Joseph O'Connell † (27 de mayo de 1988-12 de noviembre de 1998 nombrado obispo de Palm Beach)
- Joseph Edward Kurtz (26 de octubre de 1999-12 de junio de 2007 nombrado arzobispo de Louisville)
- Richard Frank Stika, (12 de enero de 2009-27 de junio de 2023)